# STS-130
STS 130 (ang. Space Transportation System) – dwudziesty czwarty lot w kosmos promu Endeavour i sto trzydziesta misja programu lotów wahadłowców. Start nastąpił 8 lutego 2010 o godzinie 10:14 (polskiego czasu), a lądowanie 21 lutego 2010 roku. Głównymi ładunkami wahadłowca były: łącznik Node 3 i Cupola, zrobotyzowana stacja kontrolna, która zapewnia członkom załogi widok na całą stację kosmiczną.

## Załoga
źródło
Skład załogi NASA ogłosiła w grudniu 2008.
- George D. Zamka (2)* – dowódca
- Terry Virts (1) – pilot
- Robert Behnken (2) – specjalista misji
- Kathryn P. Hire (2) – specjalista misji
- Nicholas Patrick (2) – specjalista misji
- Stephen Robinson (4) – specjalista misji

*W nawiasach liczba odbytych przez astronautę lotów kosmicznych, wliczając tę misję
George Zamka zabrał na pokład wahadłowca kopię rękopisu Preludium A-dur op. 28 nr 7 i płytę z muzyką Fryderyka Chopina w wykonaniu Karola Radziwonowicza i Orkiestry Sinfonia Viva.

## Dokowanie do ISS
- Połączenie z ISS: 10 lutego 2010, 05:05:56 UTC[1]
- Odłączenie od ISS: 20 lutego, 00:53:52 UTC[1]
- Łączny czas dokowania: 9 dni 19 godzin 47 minut 56 sekund